# Bandeira da Khântia-Mânsia
A bandeira do Okrug Autónomo Khanty-Mansi — Iugra, também conhecido como Khântia-Mânsia é um dos símbolos oficiais do okrug autónomo, uma subdivisão da Federação da Rússia. Foi aprovada em 14 de setembro de 1995.

## Descrição
Seu desenho consiste em um retângulo de proporção largura-comprimento de 1:2, dividida horizontalmente em duas faixas de mesma largura, uma azul no topo, e uma verde embaixo, e uma faixa vertical de cor branca ao longo do lado direito (oposto ao mastro) na largura total do pavilhão. A largura da listra branca é de 1/20 do comprimento total.
No lado esquerdo da parte azul há, na cor banca, um figura retirado do brasão de armas de Khântia-Mânsia, no caso uma coroa em desenho estilizado.  A distância entre o mastro para o centro geométrico da figura de cor branca é de 1/4 do comprimento total. A distância entre a borda do topo e da figura é de 1/10 da largura total da bandeira; A largura e a altura da figura são, respectivamente, 1/4 e 1/10 do comprimento e largura totais; A espessura da linha que compõe a figura tem a espessura de 1/40 do comprimento total.

## Simbolismo
O elemento decorativo da bandeira é bastante semelhante ao encontrado na Bandeira de Tiumen, bem como do padrão decorativo usado nas bandeiras dos okrugs da Nenétsia e da Iamália